# NGC 687

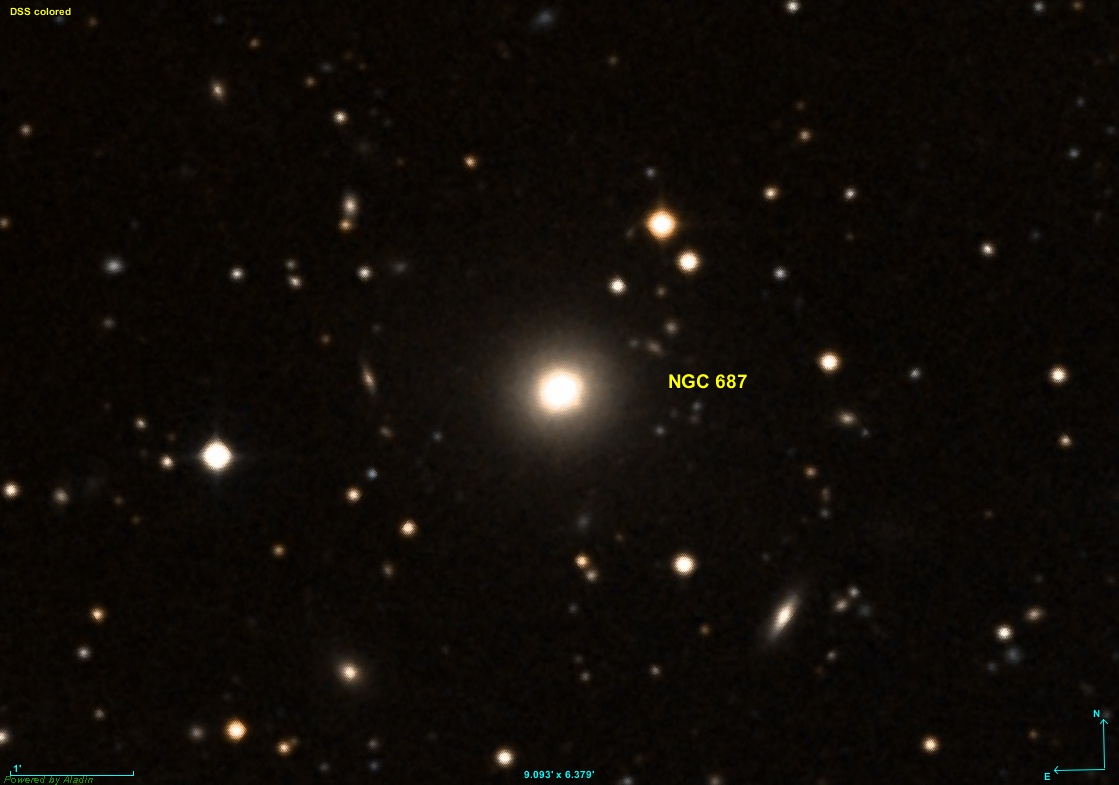
數位巡天計畫拍攝的NGC 687

NGC 687 是仙女座的一個透鏡狀星系。